# Kamień z Barszczyc

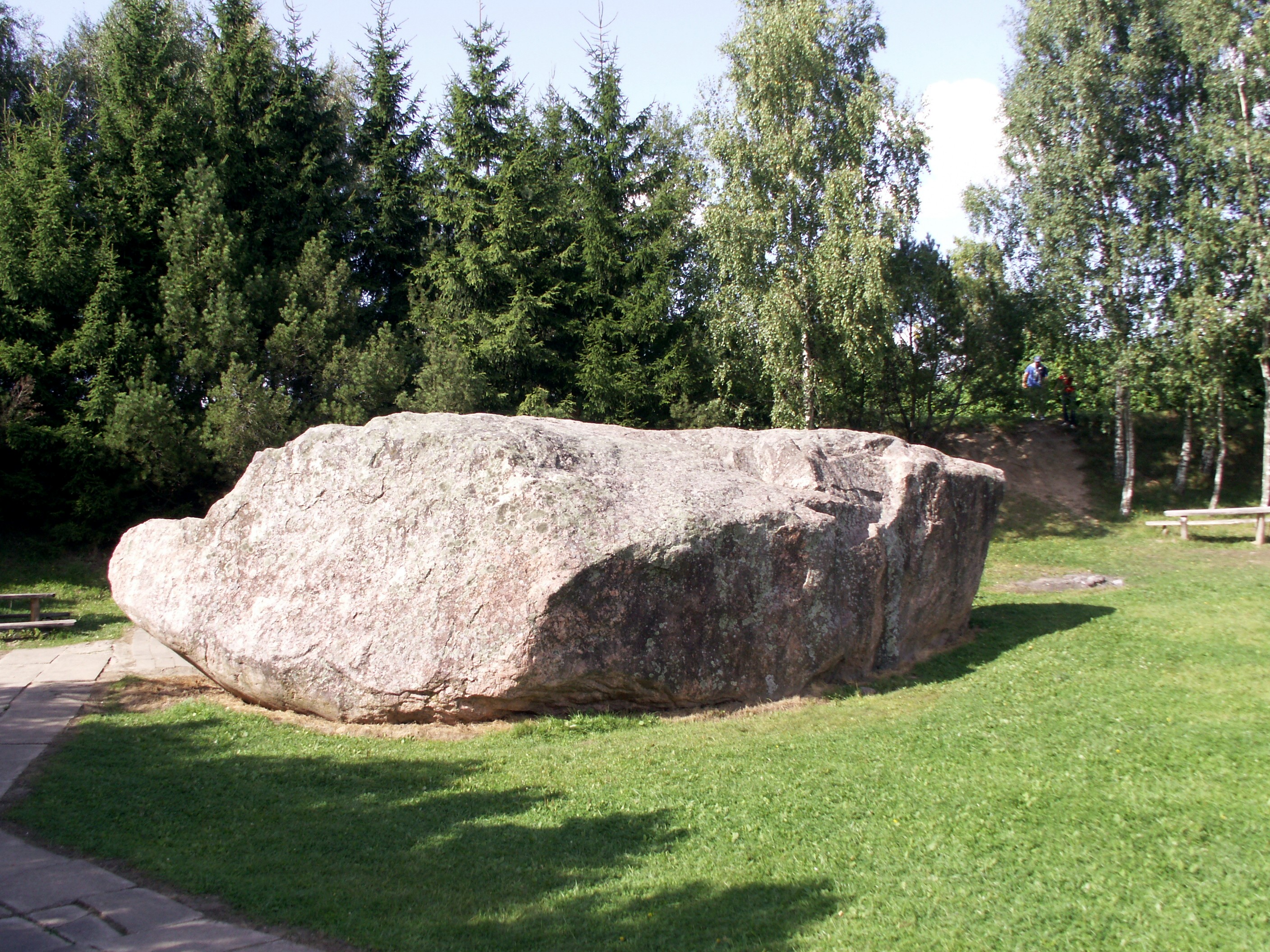
Kamień z Baszczyc

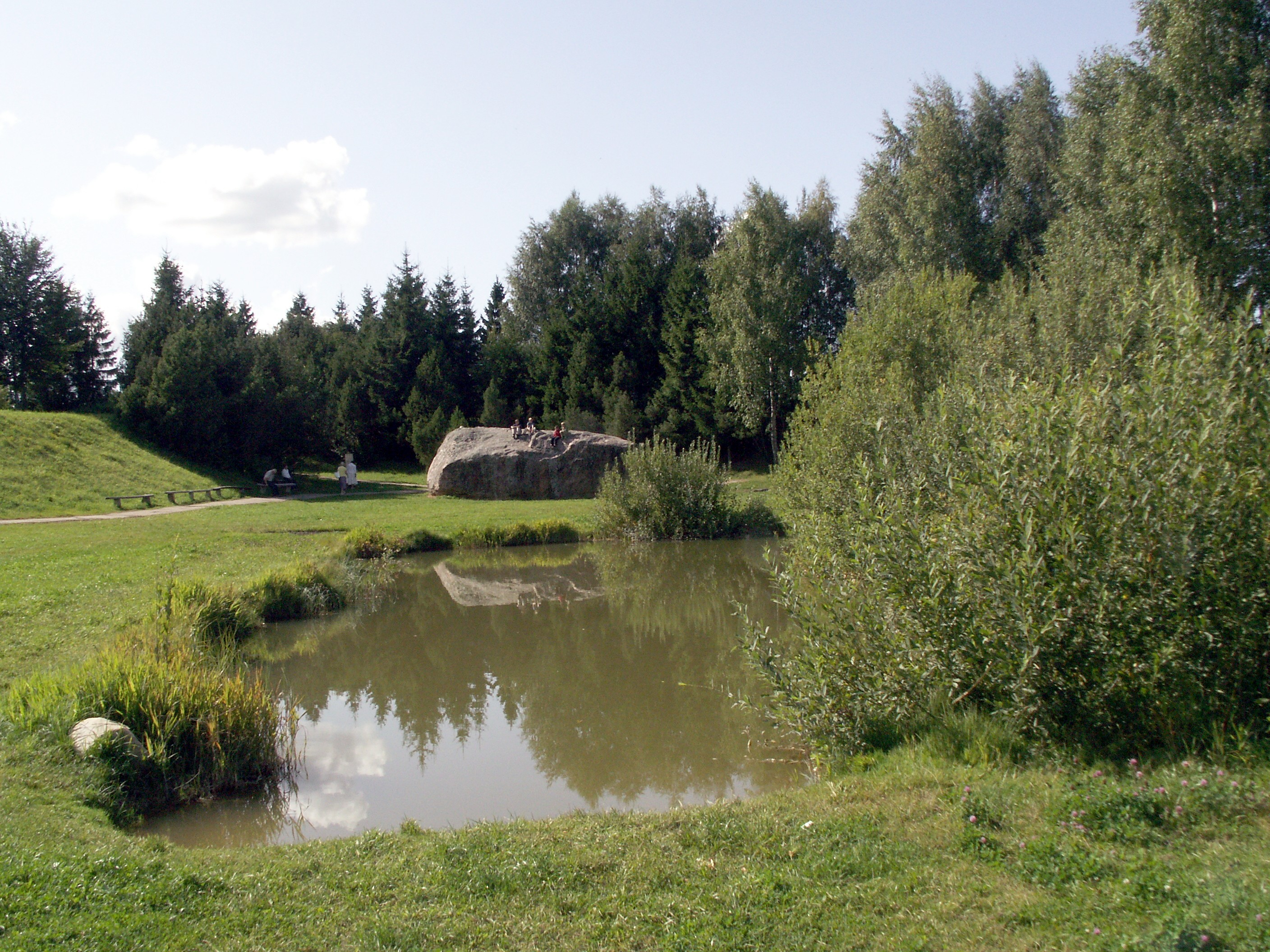

Kamień z Barszczyc (lit. Barstyčių akmuo), również Kamień z Puokė (lit. Puokės akmuo) – głaz narzutowy zlokalizowany we wsi Puokė w pobliżu Barszczyc. Jest to największy głaz narzutowy na terytorium Litwy.
Kamień z Barszczyc jest długi na 13,4 metrów, wysoki na 3,6 m i szeroki na 7,5 m. Waga kamienia wynosi około 750 ton.
Kamień został odkryty w 1957, kiedy rekultywatorzy znaleźli kamień podczas kopania rowów. Większość głazu znajdowała się w aluwiach polodowcowych, z powierzchni wystawał jedynie kamienny grzbiet, więc postanowiono przekopać go na całej powierzchni. Okozała się wtedy, że kamień jest większy od ówcześnie uważanego za największy kamień na Litwie głazu Puntukas. W czasie odkrycia kamień był w całości pokryty gliną morenową. Pochodzi z rejonów Fennoskandii i został przeniesiony przez lodowce 11–12 tysięcy lat p.n.e. Według składu petrograficznego kamień jest pegmatytem. Kamień znajduje się na osuszonym polu otoczonym drzewami. W 1959 powstał projekt zagospodarowania terenu wokół głazu, zostały posadzone krzewy, powstał parking i punkty widokowe. W 1985 kamień został ustanowiony geologicznym pomnikiem przyrody. Kamień z Barszczyc jest wpisany do litewskiej księgi metrykalnej.
Na podstawie kierunku ułożenia i struktury kamienia można określić zmiany klimatyczne i geologiczne na terytorium Litwy sprzed kilku tysięcy lat
Istnieje legenda, według której w miejscu kamienia znajdowała się starożytna świątynia ze świętym kamieniem, która została podpalona. Perkun uderzył wtedy w świątynię i przykrył ją ziemią. Na powierzchni miał pozostać jedynie fragment świętego kamienia.